# О, пионеры!
«О, пионеры!» (англ. O Pioneers!) — роман американской писательницы Уиллы Кэсер, вышедший в 1913 году. Первый роман из так называемой «Трилогии Великих равнин» (или «Небраскской трилогии»), в которую помимо него входят «Песня жаворонка» (1915) и «Моя Антония» (1918).

## Сюжет
Роман повествует о Бергсонах, семья шведских иммигрантов, поселившихся в сельской местности вблизи вымышленного города Ганновер в штате Небраска. Действие разворачивается на рубеже XIX—XX веков. Главная героиня, Александра Бергсон, наследует семейную ферму, когда умирает её отец, и посвящает жизнь тому, чтобы сделать из хозяйства жизнеспособное предприятия, в то время как многие другие семьи иммигрантов сдаются и покидают прерии. Роман также описывает романтические отношения между Александрой и другом семьи Карл Линструмом и между братом Александры, Эмилем, и замужней женщиной Мари Шабата.
Книга разделена на пять частей, каждая из которых имеет несколько глав.

### Часть I. Дикий Край
В ветреный январский день в Гановере, штат Небраска, Александра Бергсон гуляет с пятилетним братом Эмилем, чей маленький котёнок залез на телеграфный столб и боится спуститься. Александра просит соседа и друга Карла Линструма снять котёнка. Позже Александра находит Эмиля в магазине, где он и Мари Товески играют с котёнком. Мари живёт в Омахе и приехала навестить своего дядю Джо Товески.
Отец Александры умирает, и заещает дочери ферму. Александра и её братья Оскар и Лу посещают Ивара, известного как Сумасшедший Ивар из-за необычного мировоззрения. Например, он спит в гамаке, считает, что нельзя убивать ни одно живое существо, и ходит босиком летом и зимой. Но он знает, как лечить больных животных. Александра обеспокоена, что их свиньи, как и свиньи многих соседей, гибнут. Ивар советует ей держать своих свиней в чистоте, вместо того чтобы позволить жить в грязи, обеспечит свежую, чистую воду и хорошее питание. Это только подтверждает, по мнению Оскара и Лу, что Ивар сумасшедший. Александра, однако, начинает думать, куда ей переселить свиней.
После нескольких лет неурожая многие соседи Бергсонов продают участки, даже если это означает потерю в деньгах. Решает уйти и Линструм. Оскар и Лу хотях последовать их примеру, но ни мать, ни Александра не соглашаются. После посещения деревень, чтобы узнать, как обстоят дела, Александра уговаривает братьев заложить ферму, чтобы купить больше земли, в надежде в конце концов разбогатеть.

### Часть II. Соседние поля
Шестнадцать лет спустя хозяйство становится процветающим. Александра и её братья разделили свое наследство, из колледжа вернулся Эмиль. Ферма Линструма разорилась, и её купила Мари Товески, теперь вышедшая замуж за Фрэнка Шабата. В тот же день к Бергсонам приходит Карла Линструм, с которым они не виделись шестнадцать лет. Потерпев неудачу с работой в Чикаго, он на пути на Аляску, но решает провести некоторое время у Александры. Карл замечает растущее влечение между Эмилем и Мари. Лу и Оскар подозревают, что Карл хочет жениться на Александре, и возмущены мыслью, что тот таким образом хочет заполучить ферму, в которую они вложили столько труда. Это вызывает разногласия между Александрой и её братьями, и они перестают говорить друг с другом. Карл, признавая проблему, решает уехать на Аляску. Одновременно Эмиль объявляет, что уезжает путешествовать по Мексике. Александра остаётся одна.

### Часть III. Зимние воспоминания
Александра проводит зиму в одиночестве, за исключением нечастых визитов Мари, с которой она бывает у миссис Ли, тещи брата Лу. Её также посещают таинственные сны, чего не бывало с детства. Это сны о сильном, похожем на бога мужчине, который несёт её через поля.

### Часть IV. Белое тутовое дерево
Эмиль возвращается из Мехико. Его лучший друг, Амеде, женился и воспитывает маленького сына. На ярмарке во французской церкви Эмиль и Мари целуются в первый раз. Они признаются в запретной любви, и Эмиль решает уехать в юридическую школу в штате Мичиган. Амеде умирает от разрыва аппендикса, а в результате Эмиль и Мари понимают, что они ценят больше всего. Перед отбытием в Мичиган Эмиль заезжает к Мари на ферму, чтобы проститься, и они падают в объятия друг друга под белым тутовым деревом. Они проводят вместе нескольких часов, и их находит Фрэнк, муж Мари. В пьяном угаре он убивает обоих и бежит в Омаху, где впоследствии сдаётся властям. Ивар находит лошадь Эмиля, начинает искать хозяина и обнаруживает мёртвые тела.

### Часть V. Александра
После смерти Эмиля Александра пребывает в шоке и не помнит себя. Она уходит из дома в грозу, Ивар ищет её и приводит домой. Она спит урывками и видит сны о смерти. Затем Александра решает навестить Фрэнка в Линкольне, где тот находится в заключении. В городе она проходит мимо университета, где учился Эмиль. Ей встречается вежливый молодой человек, который напоминает брата, отчего Александра чувствует себя лучше. На следующий день она разговаривает с Фрэнком в тюрьме. Он изможден и с трудом произносит слова. Александра обещает сделать всё, что в её силах, чтобы добиться освобождения Фрэнка; она не испытывает злых чувств по отношению к нему. Затем приходит телеграмма о возвращении Карла. Александра и Карл решают пожениться, независимо от согласия братьев.

## Персонажи
- Александра Бергсон: главная героиня книги. Волевая и умная женщина. После смерти отца получила ферму и за следующие 16 лет превратила её в процветающее предприятие.
- Эмиль Бергсон: младший сын Джона Бергсона, брат Александры. Умный, красивый и спортивный молодой человек. Выпускник университета. Влюблён в замужнюю Мари Шабата и погибает от руки её ревнивого мужа.
- Оскар Бергсон: брат Александры.
- Лу Бергсон: брат Александры.
- Ивар: живёт на отдаленном участке, большинство соседей считают его сумасшедшим, так как он исповедует невмешательство в природу. После потери собственного участка остаётся жить у Александры, которая берёт его к себе, чтобы спасти от сумасшедшего дома.
- Карл: близкий друг детства Александра. Впоследствии её жених и муж.
- Сигна: самая молодая из шведских служанок Александры, самая любимая.
- Барни Флинн: старший рабочий на ферме Александры.
- Миссис Хиллер: соседка.
- Нильс Дженсен: жених, затем муж Сигны
- Энни Ли: Будущая жена Лу.
- Миссис Ли: теща Лу. Цепляется за старое, хотя дочь и зять пытаются заставить её стать современной. Одна из подруг Александры.
- Милли: 15-летняя дочь Энни. Играет на органе и фортепиано, которое для неё купила Александра.
- Стелла: младшая дочь Энни.
- Мари Шабата (в девичестве Товески): замужняя женщина, в которую влюблён Эмиль. Очаровательная соседка, знавшая Бергсонов с детства. Добрая ко всем и не имеющая никаких предубеждений, что бесит как её мужа Фрэнк, так и Эмиля.
- Фрэнк Шабата: муж Мари. Имеет вспыльчивый характер, не ладит с большинством соседей. Убил свою жену Мари и её возлюбленного Эмиля в пьяном угаре, отправлен в тюрьму в городе Линкольн, штат Небраска. Сожалеет об убийстве и выглядит убитым горем, когда Александра посещает его в тюрьме.
- Альберт Товески: отец Мари, адвокат в Омахе. Ему не нравился Фрэнк, он был против этого брака.
- Амеде Шевалье: француз, друг Эмилем. Умер от разрыва аппендикса.
- Анжелика Шевалье: жена Амеде.
- Отец Дюшен: французский священник.
- Рауль Марсель: хороший друг Эмиля.
- Моисей Марсель: отец Рауля.
- Мистер Шварц: надзиратель в тюрьме, где заключён Фрэнк.

## Создание
Уилла Кэсер переехала в Нью-Йорк и написала часть романа, когда жила в Черри-Вэлли с Изабель Макклюнг. Закончен роман был в доме Макклюнг в Питтсбурге.

## Литературная значимость и критика
В 1921 году в интервью для Bookman Уилла Кэсер заявила: «Я не собиралась ничего писать — просто позволила себе удовольствие восстановить в памяти людей и места, которые я забыла».
Роман стал первым произведением Кэсер, где главная роль отводилась женскому персонажу. Критики подтвердили указанную автором особенность — органичность, естественность, чувственность повествования, которые заменили собой проработанный сюжет. Лиричность повествования и символизм, присущие прозе Кэсер, также впервые проявились в этом произведении.
А. А. Елистратова охарактеризовала роман как «фермерскую утопию».

## Адаптации
В 1992 году CBS выпустила телевизионный фильм, снятый по роману, с Джессикой Лэнг в роли Александры.